# Viševac
Viševac (izvirno srbsko Вишевац) je naselje v Srbiji, ki upravno spada pod Občino Rača; slednja pa je del Šumadijskega upravnega okraja.

## Demografija
V naselju živi 576 polnoletnih prebivalcev, pri čemer je njihova povprečna starost 45,3 let (43,2 pri moških in 47,4 pri ženskah). Naselje ima 211 gospodinjstev, pri čemer je povprečno število članov na gospodinjstvo 3,32.
To naselje je, glede na rezultate popisa iz leta 2002, večinoma srbsko.
|  |

| Demografija | Demografija     | Demografija     |
| Leto        | Št. prebivalcev | Št. prebivalcev |
| ----------- | --------------- | --------------- |
|             |                 |                 |
|             |                 |                 |
|             |                 |                 |
|             |                 |                 |
| 1948        | 1298            |                 |
| 1953        | 1361            |                 |
| 1961        | 1270            |                 |
| 1971        | 1126            |                 |
| 1981        | 1002            |                 |
| 1991        | 850             | 822             |
| 2002        | 739             | 700             |
|             |                 |                 |

| Etnična sestava po popisu iz leta 2002 | Etnična sestava po popisu iz leta 2002 | Etnična sestava po popisu iz leta 2002 | Etnična sestava po popisu iz leta 2002 | Etnična sestava po popisu iz leta 2002 |
| -------------------------------------- | -------------------------------------- | -------------------------------------- | -------------------------------------- | -------------------------------------- |
| Srbi                                   | Srbi                                   |                                        | 698                                    | 99,71%                                 |
| Jugoslovani                            | Jugoslovani                            |                                        | 2                                      | 0,28%                                  |
| Neznano                                | Neznano                                |                                        | 0                                      | 0,0%                                   |